# Brian Transeau
Brian Wayne Transeau (n. Rockville, EE.UU.; 4 de octubre de 1971), más conocido por su nombre artístico, BT, es un músico, cantante, compositor, DJ y productor discográfico estadounidense. Es un artista de género electrónico, productor y compositor para artistas como Paul Van Dyk, Peter Gabriel, 'N Sync, Sting, Blake Lewis, Seal, Tori Amos y  Tiësto. También ha trabajado como un compositor de música de películas, participando en largometrajes como Fast and Furious y  Monster. Brian Transeau es uno de los más subestimados productores en el paisaje de la música contemporánea, aunque es uno de los productores más vanguardistas con una gran variedad de estilos musicales y que posee una discografía que incluye a veteranos musicales y goza de gran importancia en la industria de la música electrónica.
Además, BT es conocido por usar una técnica de producción que es llamada Stutter edit. Esta técnica consiste en tomar un pequeños fragmentos de sonido y luego repetirlos rítmicamente. BT se inscribió en el Libro Guinness de los Récords por su canción Somnambulist (Simply Being Loved), la cual fue reconocida como la canción con mayor número de ediciones vocales en una canción (6178 ediciones).
BT conjuga de una manera consistente la composición de temas novedosos, la innovación en sonidos y la utilización de los últimos avances en la tecnología con sonidos orgánicos que se reflejan en sus álbumes: Ima, ESCM, Movement in Still Life, Emotional technology, This binary universe, These Hopeful Machines y These humble machines.
En 2010, BT fue nominado para un premio Grammy por su disco de estudio These hopeful machines en la categoría "Best Electronic / Dance Album".

## Primeros años
BT nació en Rockville, Maryland por parte de padres rumanos. A una edad temprana, estudió música en el Conservatorio de Música de Washington, donde aprendió la escritura de cuerdas, para más tarde asistir a la Berklee College of Music en Boston, Massachusetts.
Siendo pequeño, Brian Transeau, empezó a sentirse atraído por la música y a notar patrones de sonidos. Demostró una notable aptitud para entender la música clásica, comenzando a tocar el piano a la edad de 4 años(Utilizando el método Suzuki). Fue fuertemente influenciado por la vanguardia y compositores románticos como Stravinsky, Bartok, Debussy y Rachmaninov. BT busca inspiración al experimentar con los fenómenos naturales, con frecuencia descubre complejos modelos matemáticos y las relaciones estructurales de los objetos cotidianos y los ambientes que se dan por sentadas. Sus influencias más grandes, sin embargo, eran de los sonidos cotidianos. Crecer en la casa de su infancia, hizo se diera cuenta de sonidos como el medidor del reloj de péndulo en su salón, de los ritmos de los grillos y cigarras, y el ambiente de los trenes que pasan por la noche. También dice que sus influencias vienen de la tecnología del mundo natural.
La primera evidencia de su talento musical se dio al interpretar música de Chopin a los seis años. El gran cambio ocurrió cuando siendo adolescente, escuchó por primera vez música electrónica.
Su música va desde la música electrónica hasta la música orquestal contemporánea y se cruza con un montón de estilos en el medio.
En sus comienzos, Brian sufrió críticas hacia su música, pero, a pesar de esto, se negó a cambiar su estilo y siguió trabajando para lanzarse como productor musical, y fue Sasha, quien le ayudó a darse a conocer a nivel mundial.

"Al examinar mi proceso de formación, tiene perfecto sentido por qué soy un profesional", "Con frecuencia me doy cuenta de que las herramientas que necesito para componer música, simplemente no existen. Es como ser un arquitecto sin ladrillos o mortero. Yo creo habitualmente mis propios ladrillos y el tejido conectivo con el que comenzar el proceso de composición".
Brian Transeau

## Trayectoria musical
A principios de 1990, BT se trasladó a Maryland y empezó a colaborar con amigos como Ali (Dubfire) y Sharam de Deep Dish. Las producciones de BT no eran todavía populares en los EE. UU., y no tenía idea de que había llegado a ser popular a través del Atlántico, donde DJs de Reino Unido como  Sasha (DJ) y Paul Oakenfold utilizaron regularmente su música para las multitudes en conciertos. Sasha compró a BT un billete a Londres, donde fue testigo de su propio éxito cuando miles de clubbers respondieron con entusiasmo cuando Sasha interpretó su canción.
Su concepto de Epic House fue inspirado en la educación sobre música clásica que recibió cuando era muy joven. Él revitalizó la movida de dance británica cuando le abrió el camino a otros artistas del dream-house como Robert Miles, Sasha y BBE. Tras lanzar su álbum de debut en 1995, BT llegó a las carteleras de dance con el remix que hizo del tema de Tori Amos “Blue Skies”, con su segundo álbum “ESCM” BT trata de dejar atrás el género dream house, pero la crítica y el público siguió prefiriéndolo sobre otros.
Firmó posteriormente con la empresa discográfica de Paul Oakenfold, una subsidiaria de Warner Brothers, donde las canciones  "A Moment of Truth" y "Relativity" se convirtieron en éxitos en el Reino Unido, y fue durante este tiempo en el que BT y Tori Amos se reunieron. Así, en los primeros años de la carrera de BT (aproximadamente 1995-2000), se convirtió en una artista pionero en el género de trance. BT ha dicho de su fondo musical: En otros campos de la música, BT fue de los primeros en adoptar como experto las técnicas de sonido moderno, por lo que se convirtió en un pionero y un innovador en la música electrónica, y sobre todo en el trance. Durante los años 90 fue un pionero en el breakbeat, trance, progressive house y por consiguiente, tiene docenas de créditos remix a su nombre. 
Para sus conciertos, BT no utiliza mesas de mezclas, sino dos ordenadores portátiles G4 de Apple, cinco sintetizadores y un micrófono. El espectáculo Laptop Symphony ha llevado a BT por todo el planeta, participando en los festivales más importantes. El despliegue técnico y de habilidad de BT en el escenario se acompaña con un juego de proyecciones visuales exclusivas para estas actuaciones, y que son aportadas por el propio BT. Una de sus características más importantes es su variedad musical.
A lo largo de su trayectoria como Dj, BT logró grandes reconocimientos y el respeto de muchos por los logros que alcanzó en los sets, producciones y vocales, teniendo como algunos ejemplos los remixes hechos a canciones de Madonna, Sarah McLachlan, colaboraciones en películas, y la canción tan famosa que compuso junto con Tiësto en el 2004 titulada "Love Comes Again" en la que los voclaes que aparecen son suyos.
A pesar de que él no es realmente un DJ, BT ha aparecido a menudo en las listas de los mejores DJs del mundo. En 2006, se clasificó 73 en el Top DJ Mag lista de los 100 DJ. En 2005, se clasificó 82, después del 92 en 2004. Clasificaciones adicionales fueron 83 en 2003 y 76 en 2001. Más recientemente, en la revista DJ Times, BT ha sido clasificado como el segundo mejor DJ de Estados Unidos, según lo votado por los fanes.
Desde el principio de su carrera, Transeau se las ha arreglado para forjar poderosas alianzas con otros artistas innovadores, lo que le ha llevado a crear complejos y poderoso universos sónicos.

Yo no soy un DJ. Vengo de un fondo de música clásica. Asistí a la Berklee College of Music, y yo he tocado en bandas de punk.
Brian Transeau

## Software
Durante la producción de "This Binary Universe", Brian quería un programa de tambores con un sonido envolvente, y se encontró con el problema de que las herramientas de software para lograr esto no estaban disponibles. Se decidió entonces a desarrollar su propia herramienta, y formó su propia compañía de software, Sonik Architects, y su propio software llamado BreakTweaker. 
BreakTweaker, pensado originalmente para ser lanzado en 2007, con planes posteriores al lanzamiento de otras herramientas y plugins específicamente dirigidas a los músicos y DJs, permite una formación más nítida de las notas muy pequeñas, llamadas micro-notes. Este plugin simplifica la creación de micro-nota, lo que simplifica el tiempo de ensayo, además, se utilizó en gran medida de su quinto álbum de estudio "These binary universe".
Otro de los plugin que Brian creó fue el Stutter edit, que es una técnica de producción musical, en la que los fragmentos de audio se repiten en intervalos rítmicos, los cuales no sólo se producen como la repetición nota 16a común, sino también como 64a notas y más allá. Este plug-in puede ir más allá de las 2048 notas y se puede medir en milisegundos.
Debido a los rápidos estallidos rítmicos, después de cierto punto, la nota 128a tartamudea y algunos sonidos empiezan a sonar como un tono más que un golpe de percusión corto. El Stutter edit tradicional empalma voces de percusión o loops de batería; este empalme muestra una manera más de llamar la atención el sonido de lo que sería con un tono sostenido solo. También el "stutter edit" a menudo reduce las notas dentro de las barras, a partir de notas de 32, entonces la reducción a 64 y 128a o algo similar.
En 2009, lanzó su software con Sonik Architects, llamado Sonifi, el primer producto de la compañía de iPhone y iPod Touch.
En diciembre de 2010, Sonik Architects fue adquirido por la compañía de producción musical, iZotope, Inc. en enero de 2011 se mostró por primera vez el plug-in stutter edit, basado en la técnica de editor de audio de BT fue lanzado por iZotope, Inc. y BT.
Su campaña de actualización de las herramientas de producción, le ha colocado como uno de los programadores más vanguardistas y tecnólogos en la música actual.

## Vida personal

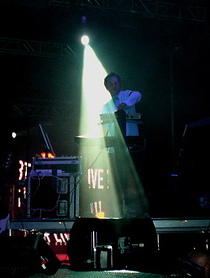
BT pinchando "Flaming June" en el Ultra Music Festival '08

BT tiene una hija llamada Kaia Nui Transeau. El 11 de enero de 2008, ABC News informó que la hija de BT había sido secuestrada por su madre durante una visita planeada. La madre fue detenida, aunque los cargos fueron retirados y el asunto se resolvió en los tribunales de familia.
También tuvo el contratiempo de una inundación el estudio en el que trabaja y perdió una gran cantidad de equipo valorado en miles de dólares. Más tarde tuvo que superar un robo en su propio estudio, ya reconstruido tras la inundación.
Su familia no suele acompañarle en los viajes que acarrean su apretada agenda, como conciertos, entrevistas, sesiones fotográficas, etc. Él cree que su trabajo es agotador, por lo que tiene que comprimir su tiempo, así que siempre trata de hacer cosas para cuidar de su cuerpo, como la natación, lucha, yoga, etc. de esta forma recurre al deporte para conseguir fortalecer el cuerpo y acostumbrarlo al agotamiento.
Es un ávido amante de las matemáticas y de la física.

"Estoy buscando la simetría entre los patrones que están incrustados en el mundo natural y las emociones, sentimientos y estados de la condición humana. Creo que el trabajo de mi vida es acerca de la disección, el estudio y la definición que se solapan"
Brian Transeau

## Trabajos para cine y videojuegos
BT comenzó a realizar música de películas en 1999 con Go y Bajo Sospecha, película protagonizada por Gene Hackman y Morgan Freeman. Desde entonces, ha marcado una docena de películas, incluyendo  Invisible y The Fast and the Furious. Además, produjo la banda sonora de la película Zoolander, de 2001, aunque su nombre fue retirado del proyecto. Sus pistas de la película fueron terminadas por el compositor David Arnold.
Él también produjo la banda sonora de la película de 2003 Monster, lo que le valió la aclamación particular. BT además ha compuesto sinfonías clásicas para orquestas de hasta 80 músicos. Transeau estuvo trabajando codo con codo con Peter Gabriel, arreglando, sampleando y esculpiendo la música sinfónica utilizada después para la Britain’s New Year Celebration.
Transeau ha marcado videojuegos como: Die Hard Trilogy 2: Viva Las Vegas (2000), para PlayStation de Sony, uno de los juegos más vendidos por dicha compañía, ("Kimosabe" en Need for Speed: Underground para PlayStation), Wreckless: The Yakuza Missions (2002) y Tiger Woods PGA Tour 2005 (2004), además, ha participado en el programa de televisión de Tommy Lee va a la universidad de la NBC en 2005. El productor ejecutivo de la serie, Tommy Lee, desarrolló su idea y la vendió a la NBC.

## Discografía
La extensión de la discografía de Brian Transeau consiste en 6 álbumes de estudio, 3 álbumes de compilaciones, 5 canciones extendidas, 27 singles, 14 videos musicales y 13 bandas sonoras.
| Álbumes | Período                       | Período                | Período              | Período              | Período                | Período               | Período                                   | Período | Período | Período | Período |
| ------- | ----------------------------- | ---------------------- | -------------------- | -------------------- | ---------------------- | --------------------- | ----------------------------------------- | ------- | ------- | ------- | ------- |
| Álbumes | 1995                          | 1997                   | 2001                 | 2003                 | 2006                   | 2010                  | 2011                                      | 2012    |         |         |         |
| Álbumes | Ima (álbum de Brian Transeau) |                        |                      |                      |                        |                       |                                           |         |         |         |         |
| Álbumes | ESCM                          |                        |                      |                      |                        |                       |                                           |         |         |         |         |
| Álbumes |                               | Movement in Still Life |                      |                      |                        |                       |                                           |         |         |         |         |
| Álbumes |                               |                        | Emotional technology |                      |                        |                       |                                           |         |         |         |         |
| Álbumes |                               |                        |                      | This binary universe |                        |                       |                                           |         |         |         |         |
| Álbumes |                               |                        |                      |                      | These Hopeful Machines |                       |                                           |         |         |         |         |
| Álbumes |                               |                        |                      |                      |                        | These Humble Machines |                                           |         |         |         |         |
| Álbumes |                               |                        |                      |                      |                        |                       | If The Stars Are Eternal So Are You And I |         |         |         |         |

### Álbumes

#### Ima (álbum de Brian Transeau)
En este álbum de debut realizó un esfuerzo al producir canciones de progressive house con colaboraciones con Vincent Covello y Tori Amos, así como la canción de apertura, "Nocturnal Transmission", que aparece en Fast and Furious. El título, "Ima (今)", es una palabra japonesa cuyo significado es "ahora". Ima fue re-lanzado posteriorimente en 1996 en un formato de doble disco, con el sencillo "Blue Skies", con la voz de Tori Amos, así como un remix, "Blue Skies (The Delphinium days mix)", single presentado con anterioridad de forma editada en la banda sonora del show de televisión llamado Party of Five. Este paquete también incluye algunos singles del anterior disco, (varios de los cuales se mezclaron originariamente juntos en "Sasha's Voyage of Ima"), así como la cara B de "Embracing the Sunshine" y "Nocturnal transmission".
El álbum es considerado un paso importante en la música trance, pues la popularización de este estilo musical se vio en alza tras el lanzamiento de este álbum.
Fue una sensación en el Reino Unido que dio lugar a múltiples top 20 de sus sencillos; Ima define un género de música que ha llegado a ser conocido como el progressive house y trance, con el tema de la naturaleza y la tecnología que dio lugar a una lengua vernácula que otros artistas de música electrónica continúan usando después de más de 15 años. Otra colaboración fue con la cantante y compositora Tori Amos, "Blue Skies", fue puesto en escena y ayudó a que la espectación de su álbum fuera en aumento en Estados Unidos.
Este álbum está caracterizado por tener en sus canciones melodías sencillas y luminosas, así como una gran variedad de ritmos.

#### ESCM
Es el segundo álbum de música electrónica de este artista, publicado en 1997. Después de Ima, Transeau se diversificó para crear melodías de clubbing, como "Flaming June", mientras que también se inspira en drum and bass, así como hip hop. ESCM también cuenta con la adición de guitarra tocada en vivo, como también Bajo y batería en las canciones, así como el uso de un conjunto de cuerdas. Este álbum contó con melodías más complejas y las armonías tradicionales, junto con un uso más pesado de la voz. El tono del álbum es más oscuro y menos caprichoso que "Ima". ESCM, en su conjunto, es mucho más diverso que el álbum debut de BT "Ima".
El mayor éxito de ESCM fue "Flaming June, una colaboración con Paul Van Dyk. Van Dyk y BT participan en una serie de obras como "Namastai" (que se encuentra en el álbum más tarde Movement in still life), así como Van Dyk hace un Remix de  "Blue Skies" y "Remember". "Remember" tiene la voz de Jan Johnston. BT y Van Dyk también remezclan el clásico de Van Dyk "Forbidden Fruit".
En este álbum se encuentran melodías y armonías más complejas y también hay un ambiente más oscuro y menos juguetón que en su anterior álbum, Ima (álbum de Brian Transeau).

#### Movement in Still Life

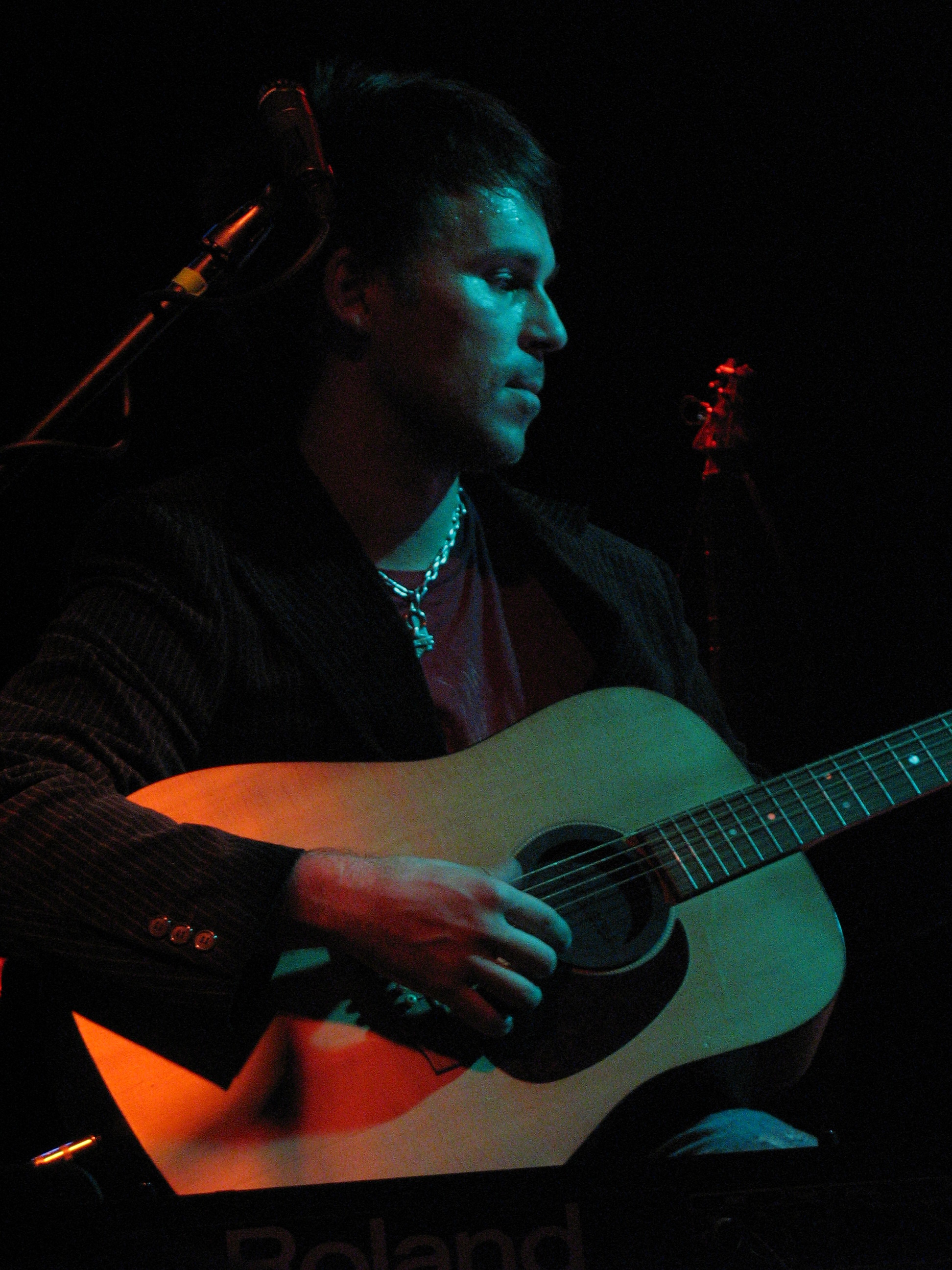
BT tocando una versión acústica de "Satellite" de su álbum de 2001, Movement in Still Life, en 2006

Para su disco Movement in Still Life, Transeau buscó nuevos caminos creativos, ampliando sus horizontes sonoros. 
BT lo lanzó en el Reino Unido en 1999, con una versión modificada de la de Estados Unidos en el año 2000, este álbum ofrece una transición hacia hip hop, e incluye los sencillos "Godspeed", "Dreaming", y en los EE. UU., "Never Gonna Come Back Down". En los Estados Unidos, Movement in still life fue renovado por completo para una audiencia americana. Aparece en un formato sin mezclar con pausas entre las canciones. La lista de canciones también fue reorganizada:  una versión acústica de "Satellite" fue trasladada a la mitad de la grabación y fue sustituida por la canción de hip hop "Love on Haight Street", mientras que la apertura del álbum también fue movida hacia el centro del registro, y fue reemplazada por "Madskills Mic-Chekka" y el sencillo de los EE.UU. "Never Gonna Come Back Down", que contó con los vocales de Mike Doughty y de Soul Coughing. "Ride", "The Hip Hop phenomenon", "Giving Up the Ghost" y "Namistai" fueron sustituidas por "Shame" y "Smartbomb", el último de los cuales se muestra en NSYNC, éxito internacional, que también fue producido por BT.
El álbum, cuenta con un fuerte elemento de Nu Skool breaks, en colaboración con Tsunami Uno también conocido como Adam Freeland y Kevin Beber. El álbum de grandes éxitos de un espectro de géneros de trabajo. "Smartbomb" es una mezcla de riffs funky, pesado de los dos sintetizadores y guitarras tejida sobre una ruptura del hip-hop, e incluye una muestra de letra de "Love on Haight Street". "Shame" y "Satellite" se inclinan por un sonido de rock alternativo, mientras que la "Goodspeed" y "Dreaming" caen en el trance clásico. "Running Down the Way Up", es una colaboración con su compañero de música electrónico  Hybrid, y cuenta con una voz sensual muy editada en una pista de breakbeat progresiva.

#### Emotional technology
Cuarto álbum de estudio de BT lanzado en 2003. Contaba con más pistas vocales de tarifa anterior de BT, incluyendo seis con la voz de BT a sí mismo. Emotional technology fue el álbum menos experimental de BT hasta la fecha, y muchos la consideran el "más pop" de toda su obra. El mayor sencillo del álbum, Somnambulist (Simply Being Loved) , se basa en gran medida en los breakbeats y new wave danza de New Order y Depeche Mode, que BT ha citado como principales influencias.
El resto del álbum escapa etiquetado de géneros, desde el trabajo de guitarra de Circles, a The Only Constant is Change que es una reminiscencia de Satellite, el álbum mezcla géneros a mediados de la pista. El sencillo "Somnambulist" tiene el récord mundial Guinness para la mayoría de vocales ediciones en una sola canción, con 6.178 en la versión del álbum.
Entre el lanzamiento de Emotional technology y su predecesor Movement in still life, BT estaba ganando una considerable atención por parte de la comunidad de la música por su combinación de la música trance y hip hop, así como sus técnicas de producción, sobre todo, su Stutter edit. Dos años antes del álbum, Transeau había producido el sencillo "Pop" para el grupo de pop NSYNC, que se convirtió en un éxito internacional.

#### This binary universe
Este es el quinto álbum de estudio de BT, This binary universe, lanzado en 2006, es su segundo álbum de estudio lanzado en 5,1 de sonido envolvente, el primero es la banda sonora de la película de 2003 Monster .
El álbum incluye una mezcla de muchos géneros, incluyendo jazz, breakbeats, y la música clásica. Tres canciones cuentan con un total de 110 piezas de orquesta. Los Vídeos animados fueron creados para acompañar cada canción. Los videos están incluidos en un DVD empaquetados junto con el CD. La revista Keyboard Magazine dijo del álbum estas palabras: "Dentro de cien años, bien podría ser estudiado como el primer gran trabajo de electrónica del nuevo milenio".
A diferencia de sus dos últimos discos, que contó con las voces en casi todas las pistas, este álbum no contiene ninguno. Las pistas también cambian constantemente a lo largo géneros. Un buen ejemplo es "El Mecanismo de Antikythera", que comienza casi como canción de cuna, con un piano, guitarras acústicas y ritmos invertido. A mitad de la pista, la canción explota con una orquesta de 110 piezas, seguida por una sección de breakbeats y terminando con la deconstrucción de la orquesta.
Durante los meses de noviembre y diciembre de 2006, BT salió de gira con Thomas Dolby como apertura. El concierto tuvo como presentación de diapositivas de imágenes en directo desde el sitio web en línea deviantART en el telón de fondo.

#### These Hopeful Machines
Es el sexto álbum de estudio de BT, These Hopeful Machines, y fue lanzado el 2 de febrero de 2010. El álbum contó con colaboradores como Kirsty Hawkshaw, Jes Brieden, Rob Dickinson de Catherine Wheel y Christian Burns. Los primeros remixes oficiales fueron hechos por Armin van Buuren y Chicane y dicho álbum fue nominado para los premios Grammy en 2011 en la categoría de "Mejor Álbum de Electrónica / Dance".
Además el álbum contiene una versión de The Psychedelic Furs "The Ghost in You", y BT colabora con cantantes como JES, Rob Dickinson, Christian Burns y Kirsty Hawkshaw.
Por otra parte, BT decidió lanzar el álbum en línea a los minoristas digitales como dos grandes pistas para mantener el toque de un álbum. El día del lanzamiento, una versión exclusiva en MP3 de These hopeful machines, fue ofrecida por Amazon, que incluía un remix de "Always", por Chicane.

#### These Humble Machines
"These humble machines" es un CD recopilatorio y álbum de estudio cuyo estilo musical es Trance (música). En este álbum aparecen artistas colaboradores como Christian Burns, Andrew Bayer, Jes Brieden, Kirsty Hawkshaw, Ulrich Schnauss, Rob Dickinson entre otros.
Está compuesto de versiones editadas de las canciones de su álbum These hopeful machines. Lanzado el 26 de abril de 2011, por Nettwerk, 405 Recordings, Black Hole Recordings y New State Recordings, El álbum fue lanzado con la intención de hacer el álbum más accesible para los nuevos oyentes mientras seguía mostrando la misma destreza técnica que se encuentra en su álbum predecesor.
El álbum ofrece alguna edición de radio ("Suddenly", "Always") mientras que también liberalmente mediante "splice editing" y "fade-outs" para editar abajo canciones ("The Emergency", "Every Other Way", "Le nocturne de lumière".)

#### If the Stars are Eternal so are You and I
Este álbum fue anunciado en marzo de 2012 para ser lanzado el día 19 de junio de 2012. ITSAESAYAI es el 5º álbum de studio de Brian y tiene su fuente de inspiración en su antiguo álbum This Binary Universe. 
BT hace que este álbum tome un sentido más sintético que su álbum anterior. ITSAESAYAI continúa con la tendencia de downtempo y ambient.
If the Stars are Eternal So are You and I utiliza beats con tonos minimaleros, sonidos ambientales, y música glitch. este álbum exige gran atención a la hora de ser escuchado y está dedicado a los oyentes abiertos de mente.
Ha recibido buenas críticas de Apple, así como de revistas relacionadas con la música como Keyboard Magazine.

### Compilaciones
- R&R (Rare & Remixed) (2001) -Un álbum de dos CD, mostrando el trabajo de BT, canciones raras de su carrera y temas inéditos, como "Sunblind".

- Still Life in Motion (2001) - Una colección de remixes y ediciones de canciones de Movement in Still Life.

- 10 Years in the Life (2002) - Disco 1 es una colección de raras canciones, remixes y ediciones de canciones de Transeau, mostrando su progresión como artista en el lapso de una década. Se incluye, en particular la primera pista él registró, "The moment of truth". El disco 2 es un álbum de mezclas y remezclas y rarezas que fue realizado por BT, incluyendo remixes de canciones de Madonna, DJ Rap, The Crystal Method y Deep Dish. La mayoría de las canciones raras de BT están bajo los nombres de sus muchos de sus seudónimos. El folleto que viene con el CD incluye historias de BT acerca de la realización de cada pista en ambos discos, así como una serie de comentarios acerca de su carrera, las remezclas, anotaciones de las películas y la producción de su música en general.

- The Technology EP, Un disco de canciones de remix del disco Emotional technology.

- These Re-Imagined Machines (2011) - Un segundo disco que contiene remixes de These Hopeful Machines.

- These Re-Imagined Machines (Edición Limitada) (2011) - Una caja de cuatro discos personalmente autografiada y que contiene 3 CD, con 24 remixes, un DVD de los 59 remixes y 3 videos musicales, un libro encuadernado, con un póster y una pegatina del logotipo de BT.[45]

### Participaciones en películas
- Go (1999)
- Better Living Through Circuitry (1999)
- Under Suspicion (2000)[32]
- Driven (2001)
- The Fast and the Furious (2001)
- Zoolander (2001)
- Monster (2004)
- Underclassman (2005)
- Stealth (2005)
- Look (2006)
- Catch and Release (2007)
- Cars (2008)

### Canciones que aparecen en películas
- Mortal Kombat: Annihilation (1997) - "Anomaly - Calling Your Name" (Bajo el seudónimo de Libra)[32]
- The Jackal (1997) - "Shineaway" (with Richard Butler)
- American Pie (1999) - "Anomaly - Calling Your Name"[32]
- Driven (2001) - "Satellite"
- Double Take (2001) - "Movement In Still Life"
- Lara Croft: Tomb Raider (2001) - "The Revolution"[46]
- The Fast and the Furious (2001) - "Nocturnal Transmission"
- 3000 Miles to Graceland (2001) - "Smartbomb"
- Zoolander (2001) - "Madskillz-Mic Chekka (Remix)"
- Sweet November (2001) - "Shame (Ben Grosse Remix)"
- Valentine (película) (2001) - "Smartbomb (BT Mix)"
- Half Past Dead (2002) - "Smartbomb"
- Blade II (2002) - "Tao of the Machine" (con The Roots)[47]
- The Core (2003) - "Sunblind"[48]
- Win a Date with Tad Hamilton! (2004) - "Superfabulous (Scott Humphrey Radio Mix)"
- Stealth (2005) - "She Can (Do That)" (con David Bowie)
- Domino (película) (2005) - "P A R I S"
- El aprendiz de brujo (película de 2010) (2010) - "Le Nocturne de Lumière"[49]

### Apariciones en videojuegos
- Die Hard Trilogy 2: Viva Las Vegas (1999) - Complete score
- ESPN Winter X Games Snowboarding (2000) - "Smartbomb"
- FreQuency (2001) - "Smartbomb"
- SSX Tricky (2001) - "Smartbomb (Plump's Vocal Mix)" y "Hip Hop Phenomenon" (con Tsunami One)
- Gran Turismo 3: A-Spec (2001) - "Madskillz-Mic Chekka"
- FIFA Football 2002 (2001) - "Never Gonna Come Back Down (Hybrids Echoplex Dub Mix)"
- Wipeout Fusion (2002) - "Smartbomb (Plump DJs Remix)"
- ATV Offroad Fury 2 (2002) - "The Revolution"
- Wreckless: The Yakuza Missions (2002) - Complete score
- Need for Speed: Underground (2003) - "Kimosabe" (con Wildchild)
- Amplitude (2003) - "Kimosabe" (con Wildchild)
- Dance Dance Revolution Extreme (2004) - "Simply Being Loved (Somnambulist)"
- Tiger Woods PGA Tour 2005 (2004) - Complete score (Disponible en iTunes)
- Need for Speed: Most Wanted (2005) - "Tao of the Machine (Scott Humprhey's Remix)" (con The Roots)
- XGRA: Extreme G Racing Association - "Dreaming", "Godspeed", "Never Gonna Come Back Down", "Mercury & Solace", "Running Down the Way Up", "Smart Bomb", y "Mad Skillz".
- Burnout Revenge (2005) - The Doors - "Break On Through (BT Mix)" (como BT vs. The Doors)
- Alpha Protocol (2010)

### Sencillos y EP
- "Oneday" (1992) (vocales de Fawn)
- "Anomaly" (1995) (en colaboración con DJ Taylor)
- "The Moment of Truth" (1995)
- "Relativity" (1995)
- "Loving You More" (1996) (vocales de Vincent Covello)
- "Embracing the Sunshine" (1996)
- "Blue Skies" (1996) (vocales de Tori Amos)
- "Love, Peace and Grease" (1997)
- "Flaming June" (1997)
- "Remember" (1997) (vocales de Jan Johnston)
- "Godspeed" #54 UK (1998)
- "Mercury and Solace" #38 UK (1999) (vocales de Jan Johnston)
- "Dreaming" (2000) (vocales de Kirsty Hawkshaw)
- "Smartbomb" (2000) (vocales de Rasco)
- "Never Gonna Come Back Down" (2000) (vocales de Mike Doughty)
- "Shame" (2001) (vocales de BT)
- "Somnambulist (Simply Being Loved)" (2003) (vocales de BT y JC Chasez)
- The Technology EP (2004)
- Human Technology EP (2005)
- "Force of Gravity" (2005) (vocales de BT y JC Chasez)
- "The Rose of Jericho" (9 de junio de 2009)
- "Every Other Way" (22 de diciembre de 2009) (vocales de JES y BT)
- "Suddenly" (12 de enero de 2010) (Vocales de BT y Christian Burns)
- "Forget Me" (14 de junio de 2010) (Vocales de BT y Christian Burns)
- "The Emergency" (28 de septiembre de 2010)
- "Le Nocturne de Lumière" (22 de noviembre de 2010)
- "Always" (2011)
- "A Million Stars" (2011)
- "Must Be The Love [ID ASOT550]" (2012) (Con Arty Vocales De Nadia Ali)

### Remixes
- B-Tribe, "Nanita (A Spanish Lullaby)" (1995)
- Shiva, "Freedom" (1995)
- Diana Ross, "Take Me Higher" (1995)
- Cabana, "Bailando Con Lobos" (1995)
- Grace, "Not Over Yet" (1995)
- Wild Colour, "Dreams" (1995)
- Mike Oldfield, "Let There Be Light" (1995)
- Billie Ray Martin, "Running Around Town" (1995)
- Seal, "I'm Alive" (1995 - Remixed with Sasha)
- Gipsy Kings, "La Rumba De Nicolas" (1996)
- Billie Ray Martin, "Space Oasis" (1996)
- Tori Amos, "Talula" (1996)
- Tori Amos, "Putting the Damage On" (1997)
- Dina Carroll, "Run To You" (1997)
- The Crystal Method, "Keep Hope Alive" (1997)
- Paul Van Dyk, "Forbidden Fruit" (1997)
- Deep Dish, "Stranded" (1997)
- Madonna, "Drowned World/Substitute For Love" (1998)
- Lenny Kravitz, "If You Can't Say No" (1998)
- DJ Rap, "Bad Girl" (1998)
- Depeche Mode, "It's No Good" (1998 - Unreleased)
- Sarah McLachlan, "I Love You" (1999)
- Tom Jones, "She's A Lady" (2000)
- Sarah McLachlan, "Hold On" (2001)
- KoЯn, "Here to Stay" (2002)
- The Doors, "Break on Through (To the Other Side)" (2004)
- Shiny Toy Guns, "Ricochet" (2009)
- Celldweller, "Louder Than Words"

### CD de muestra
- Breakz from the Nu Skool (2002)
- Twisted Textures (2002)
- 300 Years Later (with Nick Phoenix) (2005)

## Colaboraciones
- Paul van Dyk - "Namistai" y "Flaming June"
- GTB (Guy Oldhams, Taylor, & Brian Transeau)
- Tori Amos - "Blue Skies" en ima (#1 en Billboard Dance Chart)[14]
- Tsunami One (Adam Freeland y Kevin Beber) - Hip Hop Phenomenon (1999)
- Mike Doughty - "Never Gonna Come Back Down" on Movement In Still Life[32]
- Guru - "Knowledge of Self" en Emotional Technology
- Richard Butler - "Shineaway" en The Jackal y 10 Years In The Life
- 'N Sync- Coescrita y producida "Pop," el primer sencillo del álbum de NSyncCelebrity[50]
- Britney Spears - "Before the Goodbye" y "I Run Away," en la versión de su álbum Britney[51]
- JC Chasez - "Somnambulist" y "Force Of Gravity" en Emotional Technology
- Rose McGowan - "Superfabulous" en Emotional Technology
- David Bowie - "(She Can) Do That" en Stealth
- The Roots - "Tao of the Machine" en Blade II como en Need for Speed: Most Wanted
- Peter Gabriel - música para Millennium Dome New Year's Eve proyecto de 1999 y lanzado como OVO[32][52]
- Billie Ray Martin - produjo algunas canciones y remixes para Deadline For My Memories
- Tiësto - "Love Comes Again" y "Break My Fall", en cambio Tiësto hizo un remix de"Force of Gravity"
- Armin van Buuren - "These Silent Hearts", en cambio, Armin van Buuren hizo un remix de "Every Other Way"
- Adam K - "Tomahawk"

## Seudónimos
| - BT - Prana - Elastic Chakra - Elastic Reality | - Libra - Dharma - Kaistar - GTB |

## Nominaciones y premios
- 2010 GRAMMY® Nominee: Best Electronic/Dance Album (These Hopeful Machines)[4]